# Eupithecia hannemanni
Eupithecia hannemanni es una especie de polilla de la familia Geometridae. La especie fue descrita por primera vez por András Mátyás Vojnits y Edmond de Laever habiendo sido descrita en 1973, con distribución en China oriental y el noroeste de Pakistán. Es una polilla gris parduzca, con el segmento terminal y las alas traseras blanquecinas. El holotipo de la especie fue descrita en el monte Tapai Shan al sur de Shaanxi, parte de la Cordillera Qin.